# Mhow Cantt.
Mhow Cantt. là một thị xã quân sự (cantonment) của quận Indore thuộc bang Madhya Pradesh, Ấn Độ.

## Nhân khẩu
Theo điều tra dân số năm 2001 của Ấn Độ, Mhow Cantt. có dân số 85.023 người. Phái nam chiếm 54% tổng số dân và phái nữ chiếm 46%. Mhow Cantt. có tỷ lệ 72% biết đọc biết viết, cao hơn tỷ lệ trung bình toàn quốc là 59,5%: tỷ lệ cho phái nam là 78%, và tỷ lệ cho phái nữ là 65%. Tại Mhow Cantt., 12% dân số nhỏ hơn 6 tuổi.